# C/2011 L4 PANSTARRS
C/2011 L4 (PANSTARRS) è una cometa non periodica che è stata scoperta nel corso del programma di ricerca di asteroidi e comete denominato Pan-STARRS (Panoramic Survey Telescope & Rapid Response System), un progetto osservativo dell'istituto di astronomia dell'università delle Hawaii.

## Storia delle osservazioni

### Scoperta

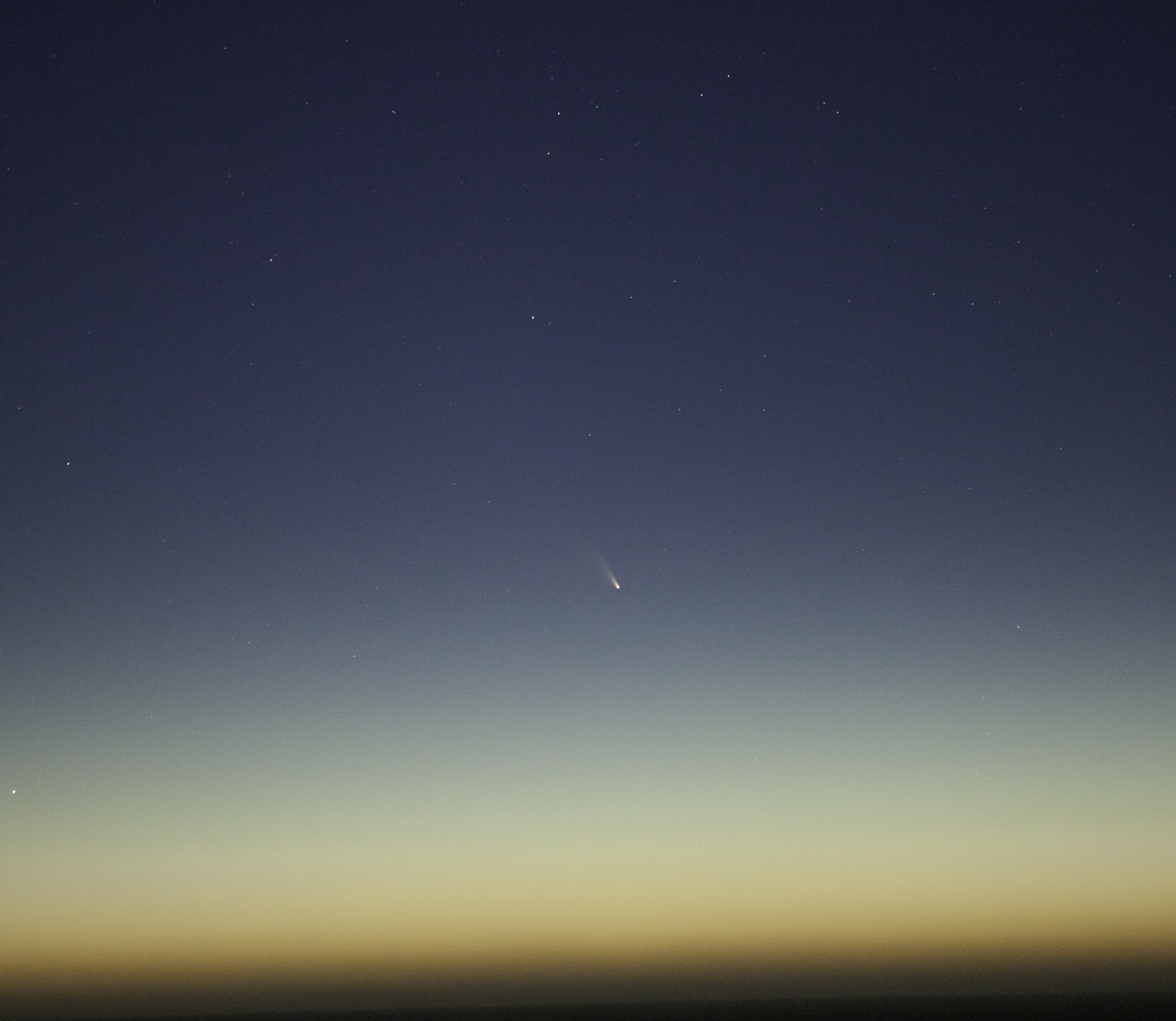
La cometa PANSTARRS fotografata da Nicholas Jones il 2 marzo 2013, dall'Australia.

La cometa PANSTARRS è stata scoperta il 6 giugno 2011 come un oggetto di magnitudine 19,4-19,6, in quattro immagini acquisite attraverso l'uso di rilevatori CCD montati sul telescopio Pan-STARRS 1, con configurazione ottica Ritchey-Chrétien e di 1,8 metri di diametro, presente sulla sommità del vulcano Haleakalā presso l'omonimo osservatorio, sull'isola di Maui nell'arcipelago delle Hawaii. Si trovava allora a circa 7,9 UA dal Sole.
S. Larson ha successivamente individuato immagini di pre-scoperta della cometa risalenti al 24 maggio dello stesso anno ed acquisite presso l'osservatorio sito sul Monte Lemmon in Arizona, impegnato - come il Progetto Pan-STARRS - nell'individuazione di oggetti potenzialmente pericolosi per la Terra.
Sono state infine trovate ulteriori serie di immagini risalenti al 21 e al 30 maggio: le prime ottenute dal telescopio Pan-STARRS 1 stesso, le altre dal telescopio di Mayhill, in Nuovo Messico, gestito in remoto dalla rete di telescopi iTelescope.net.

### Osservazioni successive

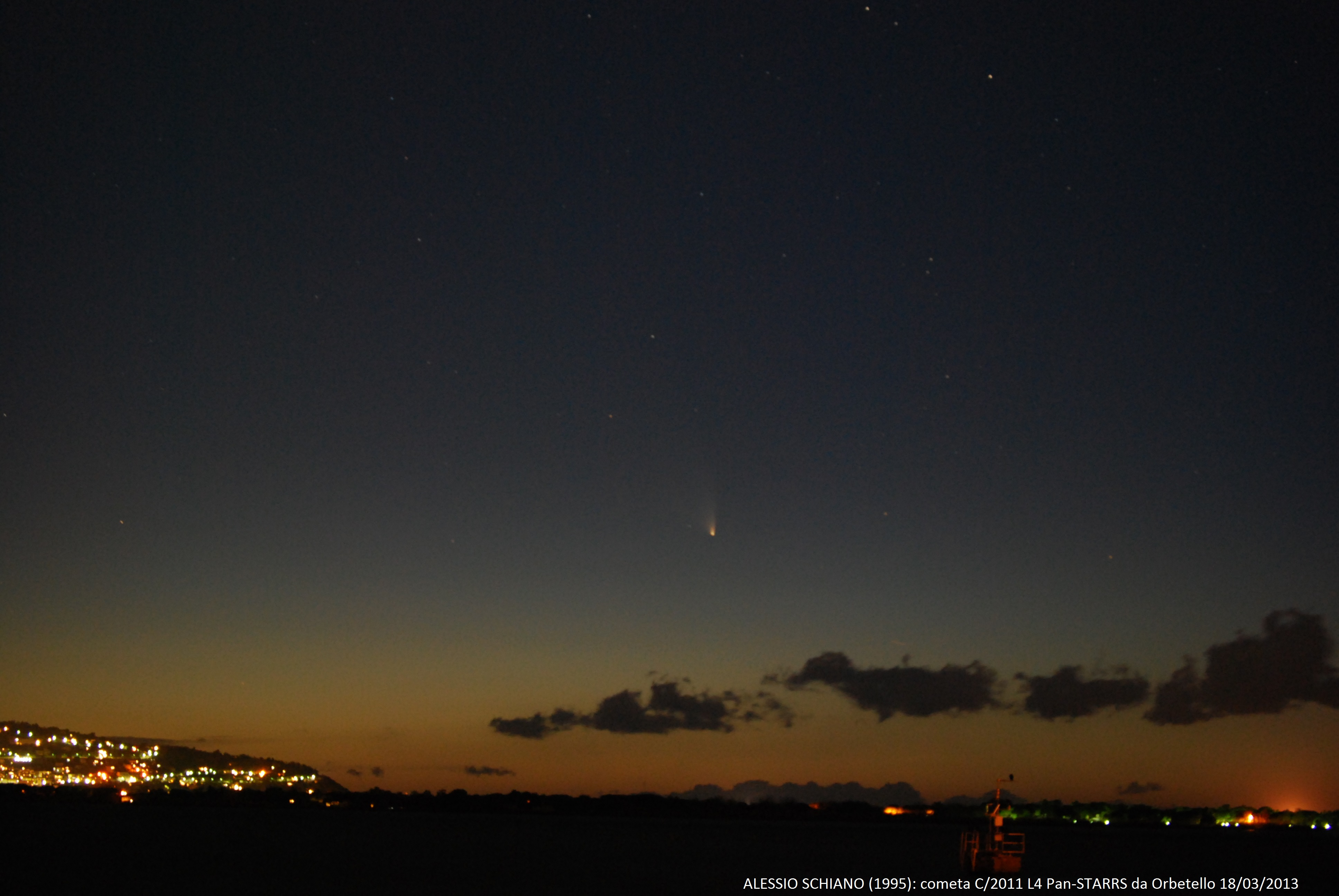
La cometa fotografata da Alessio Schiano il 18 marzo 2013 da Orbetello.

Il fatto che la cometa fosse stata individuata a grandi distanza dal Sole attirò una gran messe di osservazioni nel giugno del 2011, allo scopo di confermare le aspettative che l'oggetto avrebbe potuto rivelarsi una grande cometa. Gareth V. Williams del Minor Planet Center calcolò una prima orbita già l'8 giugno, che successivamente rivide e migliorò grazie all'aumentare del numero delle osservazioni raccolte.
La cometa fu seguita fino al 16 ottobre 2011, quando non fu più osservabile perché offuscata dal bagliore solare. Fu poi recuperata il 13 gennaio 2012 attraverso il telescopio Faulkes Sud di 2 m di diametro, presso l'osservatorio di Siding Spring, in Australia. Nei primi di maggio del 2012 la cometa aveva raggiunto una magnitudine di 13,5 e poteva essere osservata con un grande telescopio amatoriale da siti sufficientemente bui. La prima osservazione visuale è stata registrata il 28 maggio per opera di J. J. Gonzalez, dalla Spagna, con un telescopio riflettore di 20 cm di diametro. Nell'ottobre del 2012 le dimensioni della sua chioma furono stimate in circa 120 000 km di diametro.

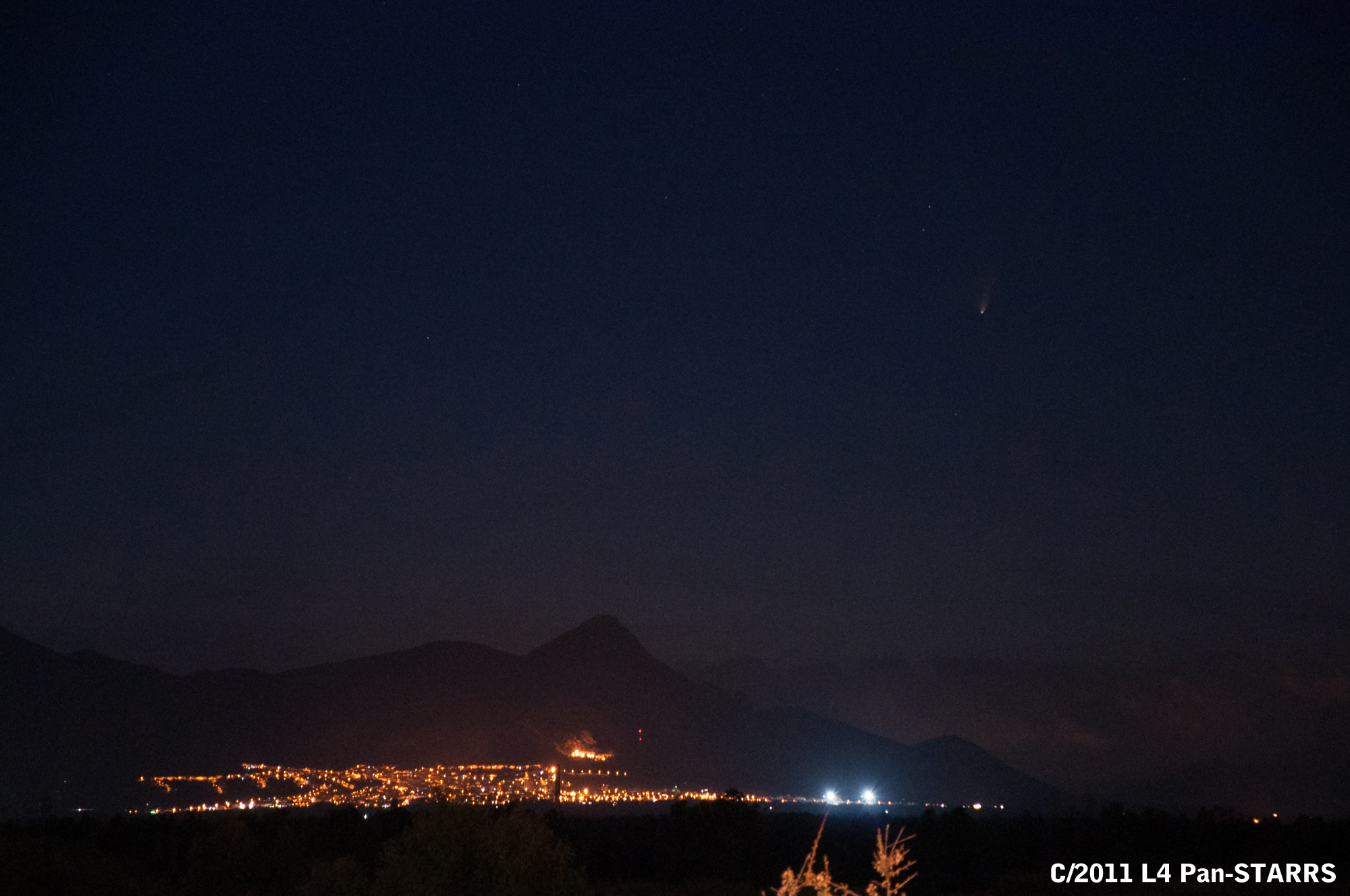
La Cometa Pan-STARRS fotografata da Davide Batzella il 21 marzo 2013, da Serramanna.

La cometa è divenuta visibile a occhio nudo nel febbraio 2013, quando ha raggiunto all'incirca la sesta magnitudine. La cometa ha raggiunto la minima distanza dalla Terra il 5 marzo 2013, quando è transitata a 1,09 UA dal nostro pianeta. Il perielio sarà raggiunto il 10 marzo 2013 ed è stato stimato che il massimo di luminosità sarà raggiunto tra l'8 ed il 12 marzo.

### Stime sulla luminosità
Le prime stime prodotte nel 2011 indicavano che la cometa avrebbe potuto raggiungere una magnitudine apparente prossima allo zero (confrontabile con quella di stelle quali Vega e α Centauri). Nel gennaio del 2013, tuttavia, si è verificata una prima riduzione nel tasso di incremento della luminosità, cui ne è seguita una seconda nel mese di febbraio. In conseguenza di ciò è stato stimato che la cometa potrebbe raggiungere una magnitudine compresa tra +2 e +2,5.. Nei primi giorni di marzo 2013 tuttavia la cometa ha in qualche misura recuperato luminosità, e sembra abbia raggiunto le previsioni iniziali.

## Visibilità

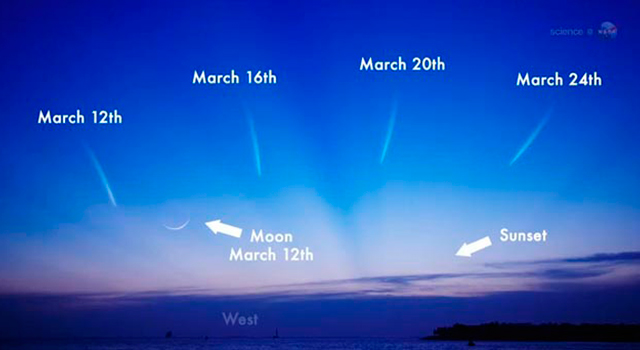
Rappresentazione schematica della posizione della cometa PANSTARRS tra il 12 ed il 24 marzo.

La cometa si è dapprima resa ben visibile dall'emisfero australe, quindi successivamente da quello boreale, in un periodo compreso tra il 9 marzo fino a metà aprile 2013 (tanto da avere già preso il soprannome di cometa di Pasqua), poi si è allontanata rapidamente dal Sole; in entrambi i casi, la cometa è stata visibile di sera, subito dopo il tramonto, in direzione ovest, dapprima molto bassa sull'orizzonte e poi via via salendo in direzione nord, tuttavia perdendo progressivamente luminosità a causa del suo allontanamento dal sistema solare interno.

## Orbita
Caratteristiche salienti di questa cometa sono l'elevata inclinazione rispetto alle orbite dei pianeti, l'eccentricità iperbolica, la piccola distanza perielica, solo 0,3 au dal Sole e la piccola MOID con il pianeta Mercurio.